# Артукович, Андрия
А́ндрия А́рту́ко́вич (хорв. Andrija Artuković; 29 ноября 1899, Клобук — 16 января 1988, Загреб) — хорватский политик, дважды министр внутренних дел (апрель 1941 — октябрь 1942, апрель — ноябрь 1943), министр юстиции и религии (октябрь 1942 — апрель 1943) и «хранитель печати» (ноябрь 1943 — май 1945) Независимого государства Хорватия, нацистский преступник и один из инициаторов Холокоста, геноцида сербов и цыган в Югославии. После Второй мировой войны бежал в США, но четыре десятилетия спустя был выдан Югославии в 1986 году.

## Биография
Родился в городе Клобук (ныне община Любушки, Босния и Герцеговина). Получил образование во францисканском монастыре в городе Широки-Бриег. В 1929 году вступил в организацию усташей, участвовал в серии вооружённых стычек, более известных как «Велебитское восстание», после чего бежал в Италию. Был одним из организаторов убийства короля Югославии Александра I в октябре 1934 года.
В 1941 году Артукович был назначен министром внутренних дел новообразованного Независимого государства Хорватия. Он был одним из инициаторов геноцида национальных меньшинств: сербов, евреев, цыган и других национальностей. 23 ноября его постановлением был узаконен список концлагерей в стране.
В конце войны Артукович сумел сбежать из страны, перебравшись в австрийский Блайбург, откуда направился по маршруту Швейцария-Италия-Ирак-США. В Соединённых Штатах Андрия Артукович получил убежище, осев в Калифорнии.
Артукович был арестован 14 ноября 1984 года по инициативе Службы иммиграции и натурализации США. Судебный процесс проходил в Нью-Йорке. После судебного разбирательства Артукович был экстрадирован в Югославию в феврале 1986 года.
14 мая 1986 суд Загреба приговорил Артуковича к смертной казни. Однако по причине старческого слабоумия осуждённого смертную казнь приговор не привели в исполнение. 16 января 1988 тяжело больной Артукович скончался в тюрьме.